# Miguel Barnades
Miguel Barnadez Mainader (Puigcerdá, Cataluña (España) 1708-Madrid, 1771) fue un botánico, naturalista y médico español.
Miguel Barnades fue un relevante médico y botánico español que destacó por sus trabajo botánicos en torno a la nomenclatura binominal de Carl von Linneo enseñando la nueva sistemática botánica y por ser el médico de cámara del rey Carlos III de España. Fue, así mismo, el primer profesor del Real Jardín Botánico de Madrid, desde 1764 hasta su muerte.

## Biografía
Miguel Barnades nació en Puigcerdá, Gerona Cataluña (España), en 1708. Interesado en la medicina, botánica y zoología se trasladó a Madrid para ser médico de cámara del Rey Carlos III de España y cuando José Quer dejó vacante el puesto de profesor del Real Jardín Botánico, sito en el Soto de Migas Calientes, Barnades fue promovido al mismo.
Adoptó y siguió el método de clasificación ideado por Carlos Linneo y defendido por los botánicos franceses. Junto con sus discípulos Casimiro Gómez Ortega (que lo sucedería en su cátedra), José Celestino Mutis y Antonio Palau i Verdera, fue el principal introductor del método de Linneo en España. 
Su hijo Miguel Barnades Claris (1750-1801), también médico y botánico, fue, desde 1793 segundo profesor del Real Jardín Botánico de Madrid.
Para Miguel Barnades botánico era:

Por consiguiente, solo merece llamarse botánico el que sabe reconocer las plantas con discernimiento y nombrarlas con propiedad, pues éste solo es capaz de dar razón de ellas con seguridad y certeza.

## Su obra
Realiza una interesante obra científica en la que introduce los modernos métodos clasificatorios. Atendiendo a la época en las que fueron escritas sus obras estas se pueden considerar como excelentes. Ente ellas destacan:
- Principios de botánica, escrita en 1767.
- Noticias de las plantas de España, en las que aceptaba el nuevo método de clasificación científica ideado por Linneo.
- Historia de las aves más raras que se encuentran en España, tratado de zoología.
- Specimen Florae Hispanicae (Flora Española), que no se llegó a publicar, en donde describe y clasifica más de 2.000 plantas de la península ibérica. Esta obra pasa, a la muerte de Miguel, a manos del Marqués de Casa Valencia.

- La abreviatura «Barnadez» se emplea para indicar a Miguel Barnades como autoridad en la descripción y clasificación científica de los vegetales.[3]